# Ordre Moëd

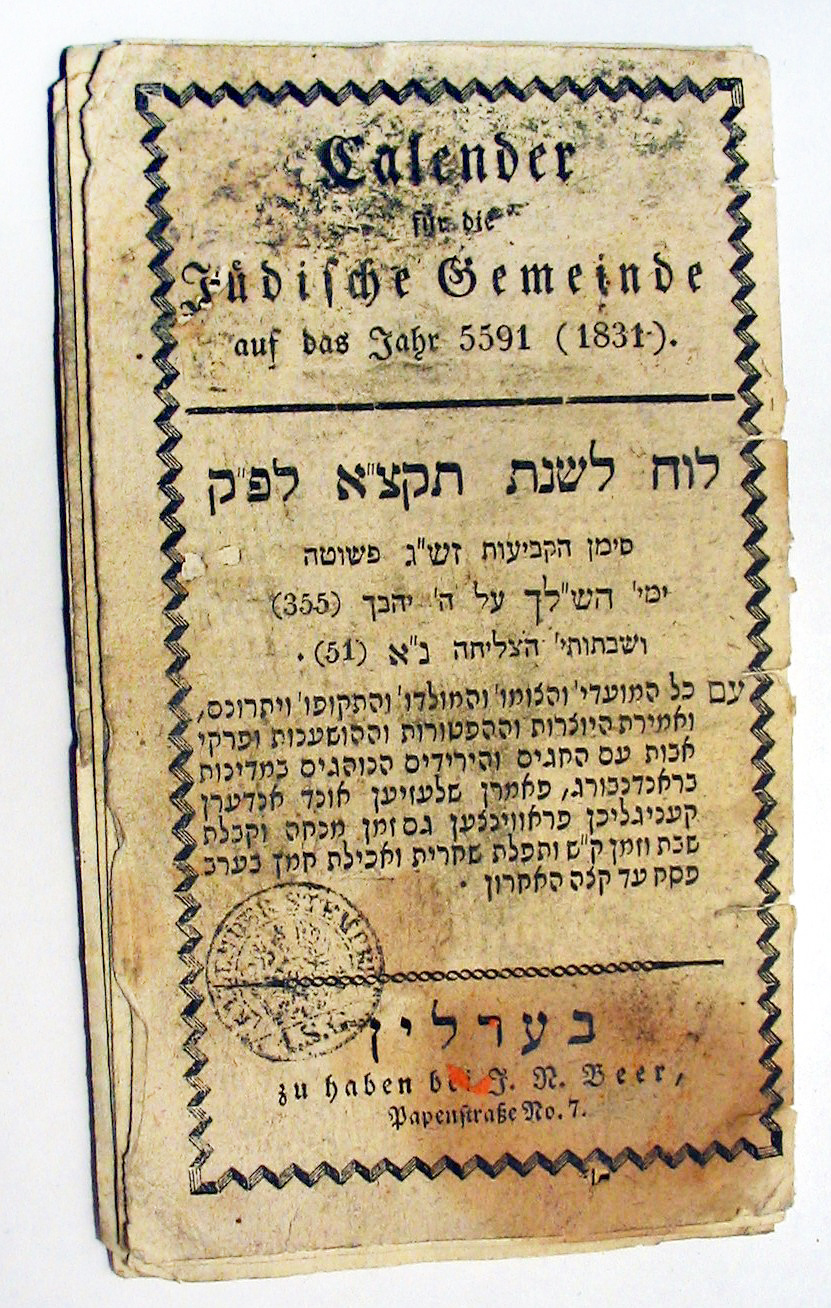
Calendrier des fêtes juives, Berlin, 1831

L’ordre Moëd (hébreu: סדר מועד Seder Moëd, « ordre des temps ») est le second des six ordres de la Mishna. Il comprend 12 traités et a pour objet les lois sur les temps fixés du judaïsme.

## Objet de l'ordreMoëd
L'ordre Moëd regroupe les directives d'application des prescriptions bibliques concernant les fêtes, les jeûnes et d’autres occasions à caractère périodique comme le paiement d’une demi-sicle au sanctuaire. Il résulte de la compilation des traditions orales des différents docteurs de la Loi ayant exercé avant la clôture de la Mishna, en 200 EC.
Les temps fixés forment à l’époque de la Bible la principale exigence rituelle avec le culte du Temple, détruit depuis un peu plus d’un siècle au moment de la compilation de la Mishna. Outre les fêtes bibliques et l’évocation parfois nostalgique des majestueuses fêtes de pèlerinage telles qu’elles se tenaient à l’époque du Temple, le traité se penche sur la fête de Pourim, d’institution plus récente et sur les lois du jeûne et du deuil, incompatibles avec l’esprit des fêtes (hormis Yom Kippour).

## Traités de l’ordre Moëd
L’ordre Moëd comporte douze traités, possédant presque tous une Guemara (développement talmudique de la Mishna) dans le Talmud de Babylone et le Talmud de Jérusalem. L’ordre « canonique » des traités, dressé par Moïse Maïmonide, est le suivant :
1. Chabbat (שבת « chômage ») traite principalement des lois concernant le jour du chabbat, solennité de référence pour l’ensemble des convocations, saintes et profanes. Il comprend vingt-quatre chapitres dont l’objet principal est la définition des catégories de tâches interdites pendant ce jour. Les trois derniers chapitres de la Guemara du Talmud de Jérusalem se sont perdus.
2. Eirouvin (עירובין « mélanges ») traite en dix chapitres des lois des eirouvin, dispositifs conçus par les rabbins pour contourner leurs propres mesures (mais non celles de la Bible) afin de sauvegarder l’observance du chabbat. Ce traité est souvent considéré comme un complément au traité précédent.
3. Pessahim (פסחים « offrandes pascales ») traite en dix chapitres des lois relatives aux fêtes de Pessa'h et Pessa'h sheni, célébrées au soir des 14 nissan et iyar respectivement. Si les neuf premiers chapitres traitent de la façon de s’acquitter des prescriptions de réaliser les offrandes pascales et d’éliminer tout hametz (levain) de sa demeure, le dernier fait état du séder, un rituel vraisemblablement à l’époque du second Temple.
4. Shekalim (שקלים « sicles ») traite en huit chapitres de la collecte du mahatsit hashekel, impôt d’un demi-sicle prélevé annuellement sur les Juifs pour les besoins du Temple. Les frais et dépenses du Temple sont également abordés. Il s’agit du seul traité de l’ordre Moëd ne possédant pas de Guemara babylonienne.
5. Yoma (יומא « le jour ») se consacre exclusivement à Yom Kippour. Le traité détaille en huit chapitres le culte qui se tenait à l’époque du second Temple en ce jour et aborde plus brièvement les modalités du repentir et de l’expiation.
6. Soucca (סוכה « hutte ») traite de la fête de Souccot, enseignant en cinq chapitres les rites de la soukka et des quatre espèces mais aussi la cérémonie de réjouissance du puisage d’eau et du jour des saules qui s’y tenaient à l’époque du second Temple.
7. Beitsa (ביצה « œuf »), traité en cinq chapitres, enseigne les lois et statuts généraux des yamim tovim (jours fastes).
8. Roch Hachana (ראש השנה « nouvel an ») traite de la régulation du calendrier hébraïque ainsi que des rites et de la liturgie du jour désigné dans la Bible comme « jour de la sonnerie » mais devenu à l’ère de la Mishna le premier jour des années-calendrier. Il compte quatre chapitres.
9. Taanit (תענית « jeûne ») comprend quatre chapitres. Il traite dans les trois premiers du rite prescrit en période de sécheresse, lequel comprend un jeûne public mais le dernier se penche sur les dates noires de l’histoire juive où le jeûne a été promulgué afin de pleurer la catastrophe nationale.
10. Meguila (מגילה « rouleau ») a pour objet du traité la fête rabbinique de Pourim mais s’étend aussi sur les lois de la lecture de la Torah et des passages prophétiques ainsi que sur le bon usage du lieu de culte et des objets y attenant. Le traité compte 4 chapitres.
11. Moëd Katan (מועד קטן « petit moëd » [par opposition au « grand » traité Moëd]) traite en trois chapitres des lois et statuts du hol hamoëd, semaine mi-fériée s’étalant entre les premiers et derniers jours de Souccot et Pessa'h. Les lois sur le rasage sont également l’occasion de s’approfondir sur les rites et lois du deuil.
12. Haguiga (חגיגה « festivité »), dernier traité de l’ordre Moëd, traite en trois chapitres des lois concernant les offrandes particulières aux trois fêtes de pèlerinage, abordant au passage quelques notions de pureté et d’impureté rituelle. Les discussions sur l’ordre de la création et celui du char céleste, au second chapitre de la Guemara babylonienne, font de ce court traité l’un des plus fréquemment étudiés du Talmud.

Les Guemarot suivent cependant un ordre différent :
- le Talmud de Babylone arrange comme suit : Chabbat, Eirouvin, Pessahim, Beitsa, Haguiga, Moëd kaṭan, Roch Hachana, Taanit, Yoma, Soukka, Shekalim et Meguilla
- le Talmud de Jérusalem donne la séquence Chabbat, Eirouvin, Pessahim, Yoma, Shekalim, Soukka, Roch Hachana, Beitsa, Taanit, Meguilla, Haguiga et Moëd kaṭan.